# Classe Ahmad Yani
La classe Ahmad Yani est un type de frégates construites aux Pays-Bas et actuellement en service dans la marine indonésienne. Elle consiste en 6 bâtiments de la classe Van Speijk de la Koninklijke Marine acquis par la marine indonésienne entre 1986 et 1990.
Les frégates de la classe Ahmad Yani doivent être progressivement désarmées et remplacées par des frégates de la classe Martadinata et peut-être aussi de la classe Iver Huitfeldt.

## Armement
L'armement des frégates de classe Ahmad Yani reflète leur polyvalence. Ces navires sont équipés pour la lutte antiaérienne, anti-surface et anti-sous-marine.
L'armement primaire repose sur des lanceurs de missiles antinavire C-802 (Yakhont sur le KRI Oswald Siahaan). En soutien de ces lance-missiles est un canon de 76 mm OTO Melara.
La principale arme de combat antiaérien est le système de missiles mer-air SIMBAD.
Pour la lutte anti-sous-marine, chaque navire est équipé d'un hélicoptère NBo 105C. Les navires possèdent des lance-torpilles anti-sous-marines de 324 mm Mk 32.

## Liste des navires
- Ahmed Yani (351)
- Slamet Riyadi (352)
- Yos Sudarso (353)
- Oswald Sihaan (354)
- Abdul Halim Perdanakasuma (355)
- Karel Satsui Tubun (356)